# Lycopodium suffruticosum
Lycopodium suffruticosum là một loài thực vật có mạch trong Họ Thạch tùng. Loài này được (Alderw.) Herter mô tả khoa học đầu tiên năm 1949.